# 列宁号

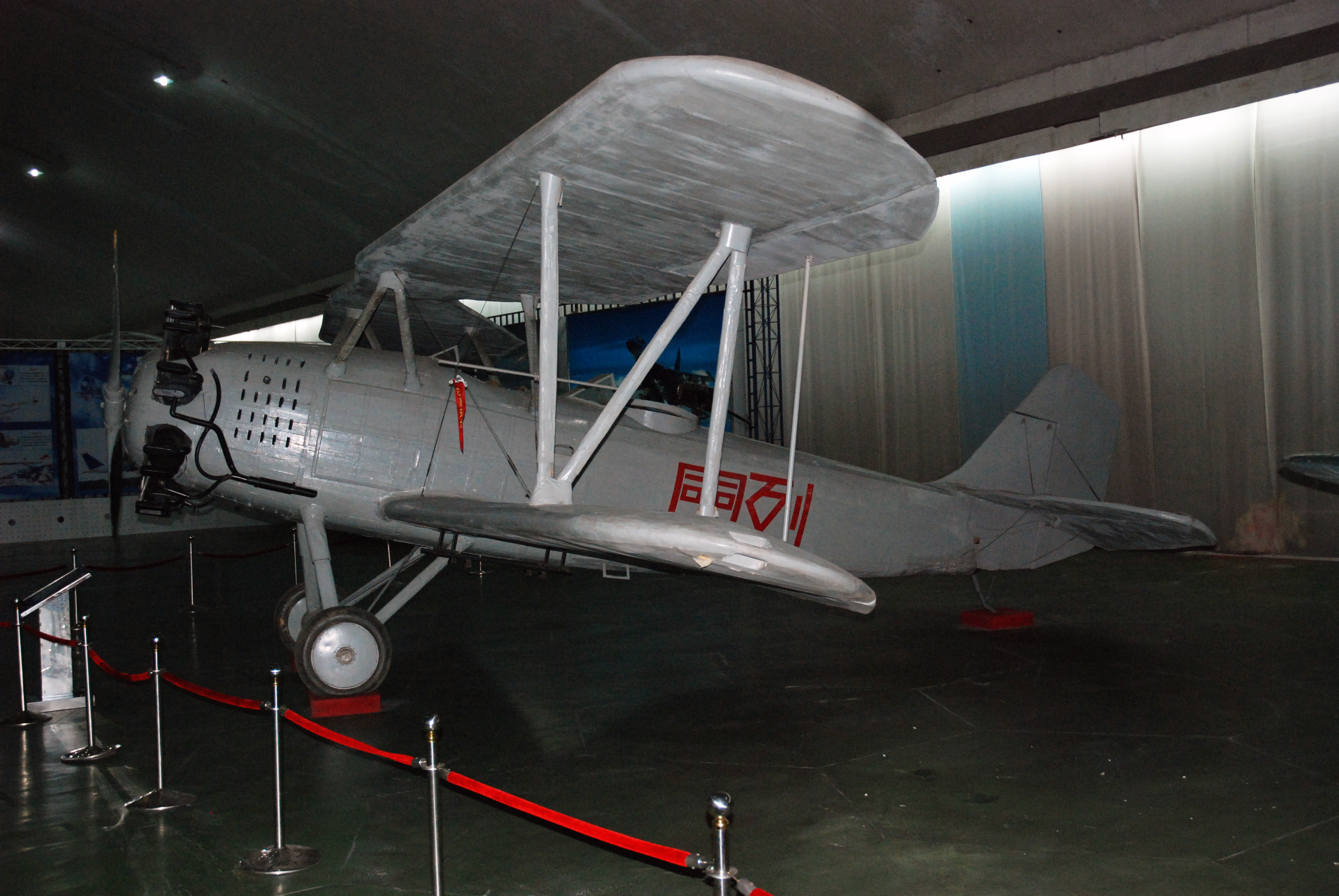
列宁号的复制品在北京中国航空博物馆

列宁号是中国工农红军的第一架军用飞机，现存河南信阳鄂豫皖革命纪念馆。
1930年3月16日，國民政府軍政部航空署出動美製錢斯沃特O2U海盜式偵察機從武漢起飛對中國工農紅軍作偵察任務，飛行員是龍文光上尉，但由於在回航時遇上大霧，龍文光駕機迫降在宣化店，他隨後被鄂豫皖紅軍第一師三團二營手槍連俘虜，之後龍文光願意加入紅軍，而這架O2U被改名為列寧號。

## 外部連結
- 安內攘外戰役中立第一功的美製可塞偵巡機
- 央視-“列宁号”传奇（页面存档备份，存于）